# Limnophila bogongensis
Limnophila bogongensis är en tvåvingeart som beskrevs av Alexander 1929. Limnophila bogongensis ingår i släktet Limnophila och familjen småharkrankar. Inga underarter finns listade i Catalogue of Life.